# McDonnell F-101 Voodoo
El McDonnell F-101 Voodoo fue un interceptor supersónico, usado por la Fuerza Aérea de los Estados Unidos durante la Guerra Fría. Concebido originalmente a finales de los años 40, como caza de escolta y penetración de largo alcance, sirvió brevemente con el Mando Aéreo Estratégico y fue utilizado, paradójicamente, para defender la integridad estadounidense y como caza de reconocimiento.
Inicialmente diseñado por McDonnell Aircraft como una escolta de bombarderos de largo alcance (conocida como caza de penetración) para el Mando Aéreo Estratégico (SAC), el Voodoo fue desarrollado como un bombardero de combate con armas nucleares para el Mando Aéreo Táctico (TAC), y como un avión de reconocimiento fotográfico basado en la misma célula. Un F-101A estableció una serie de récords mundiales de velocidad para aviones a reacción, incluida la velocidad aérea más rápida, alcanzando 1943,4 km/h (1207,6 mph) el 12 de diciembre de 1957. Operaron en el papel de reconocimiento hasta 1979.
Los retrasos en el proyecto del interceptor de 1954 llevaron a la demanda de un diseño de avión interceptor interino, un papel que finalmente ganó el modelo B del Voodoo. Esto requirió modificaciones extensas para agregar un radar grande al morro de la aeronave, un segundo miembro de la tripulación para operarlo y una nueva bodega de armas, usando una puerta giratoria que mantenía sus cuatro misiles AIM-4 Falcon o dos cohetes AIR-2 Genie ocultos dentro la célula hasta que llegaba el momento de ser disparados. El F-101B entró en servicio con el Mando de Defensa Aérea en 1959 y la Real Fuerza Aérea Canadiense en 1961. Los ejemplares de Estados Unidos se entregaron a la Guardia Aérea Nacional, donde sirvieron hasta 1982. Los ejemplares canadienses permanecieron en servicio hasta 1984.

## Desarrollo
El desarrollo del Mcdonnell Voodoo fue particularmente largo y se vio afectado por más cambios de política operativa que cualquier otro de sus contemporáneos de la denominada "Serie Century". Si la propuesta inicial, de finales del decenio de los cuarenta, para un caza de escolta y penetración hubiese prosperado, el Voodoo no hubiera podido pertenecer a esa destacable colección de cazas conocida como los "Century". En efecto, el que después sería el Voodoo, fue originalmente conocido con la denominación XP-88, y en julio de 1946, las USAAF encargaron dos prototipos del modelo.
Pero ya en una etapa tan embrionaria, el proyecto estuvo aquejado de lo que parecía una virtual incapacidad de concluir el diseño: de hecho, el primer vuelo de un prototipo tuvo lugar seis meses más tarde de lo previsto, como resultado de diversas reformas introducidas en el ala y las tomas de aire. Así fue que el primer prototipo no estuvo en el aire para su primer, y satisfactorio, vuelo hasta el 20 de octubre de 1948. Pero pasarían casi dos años antes de que apareciese un segundo ejemplar, si bien dotado de prestaciones considerablemente mejores gracias a la adopción de motores Westinghouse J43-WE-22 equipados con posquemadores. Pero estos dos aparatos disfrutarían de una carrera especialmente breve, puesto que la totalidad del proyecto se vino abajo al ser cancelado en agosto de 1950, aduciéndose un inadecuado alcance operacional del avión y cambios en la política de defensa, en virtud de los cuales ser ponía especial atención en el desarrollo y despliegue operativo de ingenios termonucleares.
Como medida de emergencia, el Republic F-84E Thunderjet asumió la responsabilidad de las penetraciones estratégicas, y se propuso reemplazar a este modelo con el Republic F-84F Thunderstreak de alas en flecha. Sin embargo, el Mando Aéreo Estratégico (Strategic Air Command, o SAC) siguió insistiendo en sus demandas por un caza de alcance muy superior. Así, el 12 de enero de 1951, el SAC dio a conocer sus criterios sobre un caza de escolta mucho más capaz, de manera que el cuartel general de la USAF se dispuso a examinar varias propuestas provenientes de la industria aeronáutica nacional y englobadas bajo el título colectivo de Requerimiento Operacional General (General Operational Requirement) 101 o GOR.101, que fue publicado a principios de febrero de 1951.
La respuesta de las distintas industrias fue amplia y considerablemente rápida, recibiéndose hasta el mes de mayo las propuestas de Lockheed, McDonnell Aircraft Corporation, North American, Northrop y Republic Aviation. Pero fue el concepto de McDonnell, basado en el ya difunto F-88, el que obtuvo el favor de las autoridades, si bien la USAF se tomó algunos meses antes de proporcionar las primeras partidas presupuestarias para que se iniciasen los trabajos, en octubre de 1951.

## Diseño

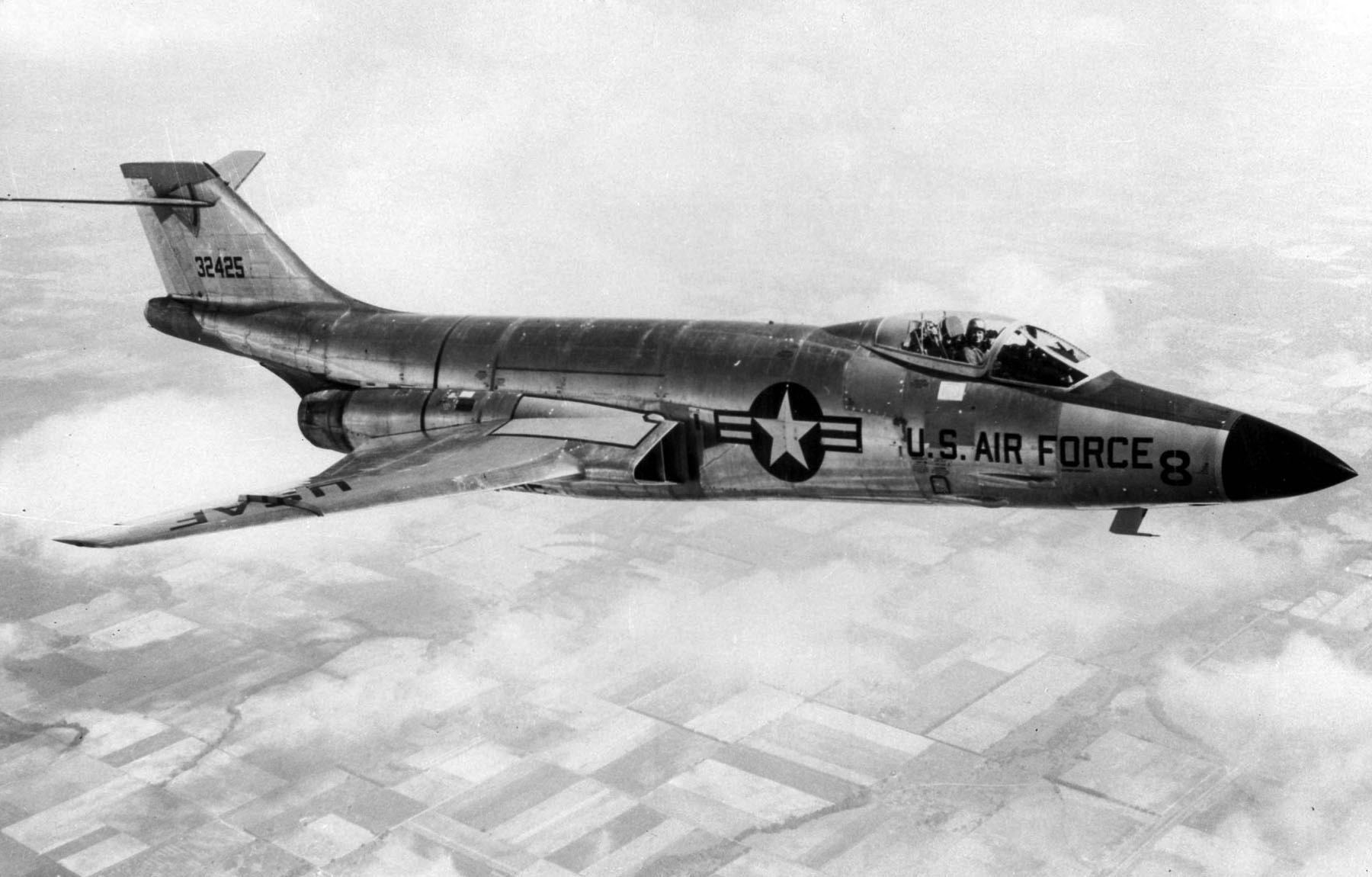
F-101A Voodoo.

Se trataba de un monoplano con alas de implantación media/baja y flecha regresiva, con un largo fuselaje para albergar el combustible necesario para conseguir la requerida autonomía, y dos turborreactores Westinghouse XJ34-WE-13 instalados en la sección central baja del fuselaje y de 1361 kg de empuje unitario en seco. Las pruebas demostraron que el avión era excesivamente lento por lo que, atribuido el hecho a la falta de potencia, el segundo prototipo XF-88A contaba con turborreactores XJ34-WE-22 con poscombustión. Tales motores incrementaron excesivamente el consumo de combustible, por lo que, a pesar de que se sobrepasó Mach 1 en picado y ya que la USAF carecía de suficientes fondos, el programa fue cancelado.
Con el estallido de la guerra de Corea, la Fuerza Aérea estadounidense se enfrentó con la necesidad urgente de un caza de escolta de mayor capacidad, descubriéndose muy rápidamente que los aviones disponibles con la autonomía adecuada no podían combatir en términos de igualdad con el Mikoyan-Gurevich MiG-15 de las fuerzas aéreas norcoreanas y chinas, y que los que podían enfrentarse con ellos carecían de alcance suficiente.
Se pidió entonces una versión mejorada del XF-88 como F-101 Voodoo, para proporcionar al Strategic Air Command (SAC) los escoltas de largo alcance que necesitaba para sus bombarderos Convair B-36, y a pesar de que el alcance potencial del F-101 era bastante inadecuado para la tarea, la USAF parecía creer que este problema podría resolverse con el tiempo.
Cuando se demostró que este pensamiento era incorrecto, se canceló el F-101 para el SAC. Se decidió entonces que, sometido a evaluación satisfactoria, el modelo podría ser fabricado en serie con destino al Tactical Air Command (TAC).
El 29 de septiembre de 1954 efectuó su primer vuelo el primer F-101A, demostrando ya este vuelo capacidad supersónica y comenzando a entrar en servicio a principios de 1957, con entregas iniciales a la 27ª Ala de Caza Táctica de la USAF.
Como el McDonnell F3H Demon, el Voodoo llegó demasiado tarde para el conflicto coreano y las versiones de caza táctica tuvieron sólo un breve período de utilización en primera línea.
Las versiones de reconocimiento demostraron, sin embargo, ser de gran valor durante las operaciones sobre Vietnam del Norte y, tras ser sustituidas por los McDonnell Douglas RF-4C Phantom, continuaron prestando servicio con la Guardia Aérea Nacional hasta mediados de los setenta.
Aviones RF-101A y RF-101C transferidos a las fuerzas aéreas de la China Nacionalista (Taiwán) permanecieron en servicio algunos años y los CF-101B y CF-101F de caza entraron en servicio con la Real Fuerza Aérea Canadiense a finales de 1961. Diez años después, los Voodoo canadienses supervivientes fueron canjeados por aviones revisados y cuatro escuadrones de las Fuerzas Armadas Canadienses continuaban utilizando CF-101 a finales de los 80, siendo sustituidos por McDonnell Douglas CF-18 Hornet.

## Historia operacional

### F-101/RF-101G
A pesar de la pérdida de interés del SAC, el avión atrajo la atención del Mando Aéreo Táctico (TAC), y el F-101 fue reconfigurado como un cazabombardero, destinado a llevar un arma nuclear única para usar contra objetivos tácticos como los aeródromos. Con el apoyo del TAC, se reanudaron las pruebas, y las pruebas de vuelo de Categoría II comenzaron a principios de 1955. Se identificaron varios problemas durante el desarrollo, y muchos de ellos se solucionaron. El avión tenía una tendencia peligrosa hacia una inclinación severa en un alto ángulo de ataque que nunca se resolvió por completo. Se realizaron alrededor de 2300 mejoras en el avión en 1955-56 antes de que se reanudara la producción total en noviembre de 1956.
El primer F-101A se entregó el 2 de mayo de 1957 a la 27ª Ala de combate estratégico, que se transfirió al TAC en julio de ese año, reemplazando sus F-84F Thunderstreak. El F-101A estaba propulsado por dos turborreactores Pratt & Whitney J57-P-13, lo que permitía una buena aceleración, rendimiento de ascenso, facilidad para superar la barrera del sonido en vuelo nivelado y un rendimiento máximo de Mach 1,52. La gran capacidad interna de combustible del F-101 permitió un alcance de aproximadamente 4828 km (3000 mi) sin parar. El avión estaba equipado con un radar de control de fuego MA-7 para uso aire-aire y aire-tierra, aumentado por un sistema de bombardeo de baja altitud (LABS) para lanzar armas nucleares, y fue diseñado para transportar una bomba nuclear Mk 28. La carga útil original prevista para el F-101A era el contenedor McDonnell Model 96, una gran cápsula de combustible/armas similar en concepto a la del Convair B-58 Hustler, pero fue cancelada en marzo de 1956 antes de que el F-101 entrara en servicio. Otras cargas útiles operativas nucleares incluyeron las armas Mk 7, Mk 43 y Mk 57. Aunque teóricamente capaz de transportar bombas convencionales, cohetes o misiles aire-aire Falcon, el Voodoo nunca usó tales armas operacionalmente. Estaba equipado con cuatro cañones M39 de 20 mm, a menudo con un cañón retirado en servicio para dejar espacio para un receptor-baliza TACAN.
El F-101 estableció una serie de récords de velocidad, que incluyen: un JF-101A (el noveno F-101A, modificado como banco de pruebas para los más potentes motores J-57-P-53 del F-101B), estableciendo un récord mundial de velocidad de 1943,4 km/h (1207,6 mph) el 12 de diciembre de 1957 durante la "Operación Firewall", batiendo el récord anterior de 1811 km/h (1132 mph) establecido por el Fairey Delta 2 en marzo del año anterior. Posteriormente, el récord fue batido en mayo de 1958 por un Lockheed F-104 Starfighter. El 27 de noviembre de 1957, durante la "Operación Sun Run", un RF-101C estableció el récord de Los Ángeles-Nueva York-Los Ángeles en 6 horas 46 minutos, el récord de Nueva York a Los Ángeles en 3 horas, 36 minutos, y el récord de Los Ángeles a Nueva York en 3 horas 7 minutos.
Se construyeron un total de 77 F-101A. Se retiraron gradualmente del servicio a partir de 1966. Veintinueve supervivientes se convirtieron a las especificaciones RF-101G con un morro modificado, que albergaba cámaras de reconocimiento en lugar de cañones y radares. Estos sirvieron con la Guardia Aérea Nacional hasta 1972.

### RF-101
En octubre de 1953, la USAF solicitó que se construyeran dos F-101A como prototipo de avión de reconocimiento táctico YRF-101A. Estos fueron seguidos por 35 aviones de producción RF-101A. El RF-101A compartía el fuselaje del F-101A, incluido su límite de 6,33 g (62 m/s²), pero reemplazó el radar y los cañones con hasta seis cámaras en el morro reformado. Al igual que todos los demás modelos de F-101, tenía provisión de reabastecimiento en vuelo tanto mediante pértiga como sonda-cesta, así como un pod de reabastecimiento que le permitía reabastecer a otros aviones. Entró en servicio en mayo de 1957, reemplazando al RB-57 Canberra.
Aviones RF-101A de la USAF del 363d Tactical Reconnaissance Wing en Shaw AFB, Carolina del Sur, realizaron vuelos de reconocimiento sobre Cuba durante la crisis de los misiles cubanos en octubre de 1962.
En octubre de 1959, ocho RF-101A fueron transferidos a Taiwán, que los utilizó para realizar sobrevuelos de la parte continental de China. Estos RF-101A de la RoCAF fueron modificados con las aletas verticales y la toma de aire del modelo C. La entrada se usa para refrigerar el compartimento del paracaídas de frenado y elimina el límite de 5 minutos de uso de los posquemadores del modelo A. Según los informes, dos aviones fueron derribados.

### F-101C/RF-101H
El cazabombardero F-101A había sido aceptado en el servicio de Mando Aéreo Táctico (TAC) a pesar de sufrir una serie de problemas. Entre otros, su fuselaje demostró ser capaz de soportar solo maniobras de 6,33 g (62 m/s²), en lugar de los 7,33 g (72 m/s²) previstos. Un modelo mejorado, el F-101C, se introdujo en 1957. Tenía una estructura más pesada en 227 kg (500 lb) para permitir maniobras de 7,33 g, así como un sistema de combustible revisado para aumentar el tiempo máximo de vuelo en postcombustión. Al igual que el F-101A, también estaba equipado con un soporte debajo del fuselaje para transportar armas atómicas, así como dos puntos fuertes para depósitos lanzables de 450 galones. Se produjeron un total de 47 aparatos.
Originalmente sirviendo con la 27.ª Ala de Combate Táctico en Bergstrom AFB, Texas, el modelo fue transferido en 1958 del TAC a la 81.ª Ala de Combate Táctico, parte de las Fuerzas Aéreas de los Estados Unidos en Europa (USAFE), que operaba tres escuadrones desde las estaciones aéreas gemelas de la RAF Bentwaters y Woodbridge. El 78.º Escuadrón de Caza Táctico estaba estacionado en Woodbridge, mientras que los 91 y 92 estaban estacionados en Bentwaters. El 81st TFW sirvió como fuerza disuasoria nuclear estratégica, poniendo el largo alcance del Voodoo a casi todos los países del Pacto de Varsovia y objetivos de hasta 500 millas de profundidad en la Unión Soviética dentro de su radio de acción.
Tanto el modelo de avión A como el C fueron asignados a la 81st TFW, y se usaron indistintamente dentro de los tres escuadrones. Los F-101A/C operativos se actualizaron en servicio con equipos de Low Angle Drogued Delivery (LADD) y Sistema de Bombardeo de Baja Altitud (LABS) para su misión principal de lanzar armas nucleares a altitudes extremadamente bajas. Los pilotos fueron entrenados para realizar misiones de alta velocidad y bajo nivel en territorio del bloque soviético u oriental, siendo los aeródromos los objetivos principales. Se esperaba que estas misiones fueran solo de ida, teniendo que saltar los pilotos detrás de las líneas soviéticas.
El F-101C nunca entró en combate y fue reemplazado en 1966 con el F-4C Phantom II. Más tarde, treinta y dos aviones fueron convertidos para uso de reconocimiento desarmado bajo la designación RF-101H. Sirvieron con unidades de la Guardia Aérea Nacional hasta 1972.

## Versiones

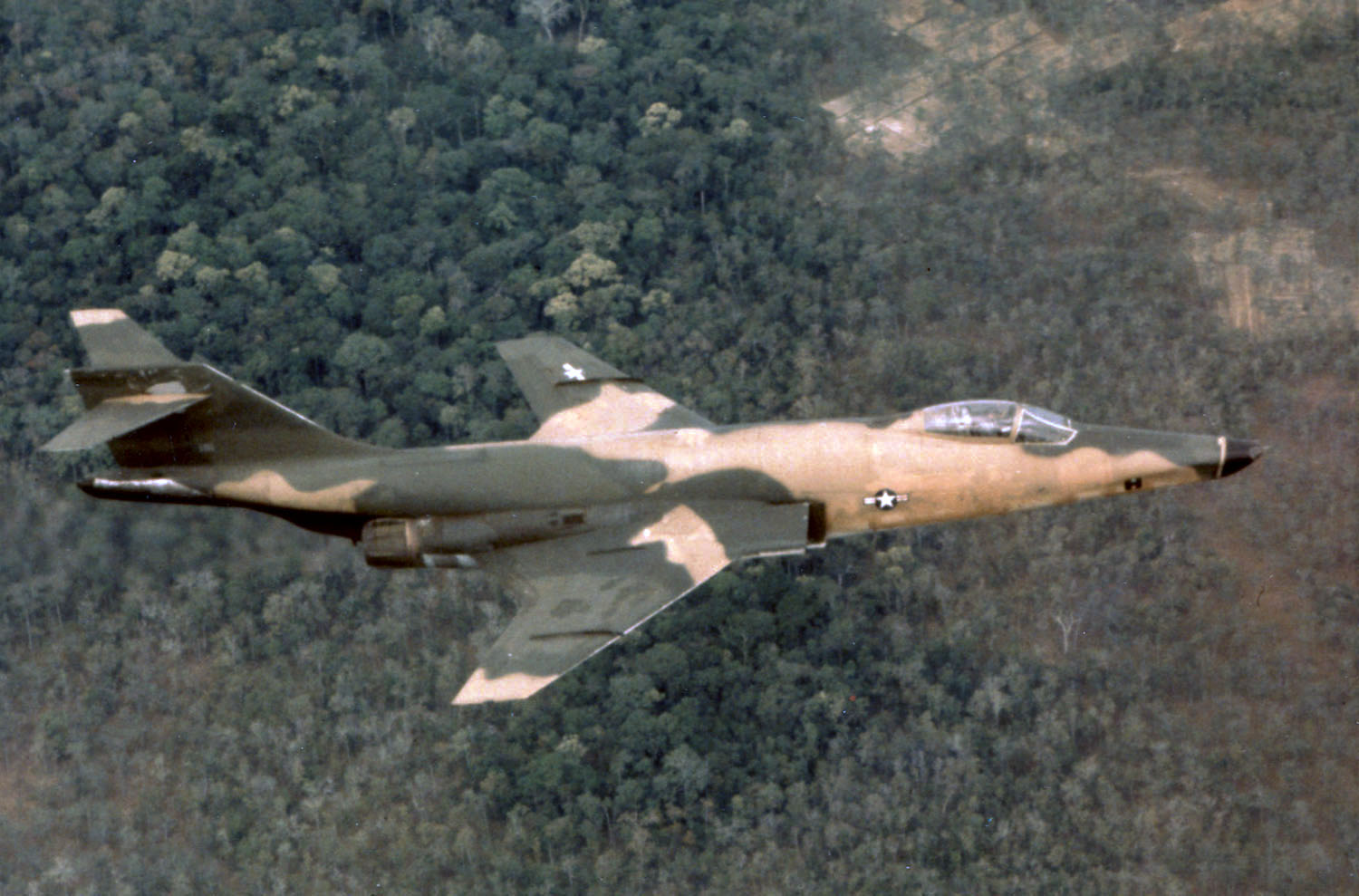
Un avión de reconocimiento RF-101A volando sobre Vietnam en 1967.

F-101A
Versión inicial de producción, con dos turborreactores Pratt & WHitney J57-P-13 de 4627 kg de empuje unitario en seco o 6804 kg con poscombustión; armado con cuatro cañones de 20 mm y equipado para llevar un arma de 735 kg o 1688 kg; 77 construidos.
NF-101A
Un F-101A utilizado por General Electric para realizar vuelos de pruebas de turborreactores J79-GE-1.
YRF-101A
Redesignación de dos F-101A utilizados como prototipos para una versión de reconocimiento; desarmados y con morro alargado para albergar cuatro de un total de seis cámaras.
RF-101A
Versión de reconocimiento de serie, similar a los prototipos; 35 construidos.
F-101B
Versión de producción de un interceptor biplaza de largo alcance todo tiempo, con sección delantera del fuselaje revisada y cabina biplaza en tándem para piloto y operador de radar, sonda de reabastecimiento en vuelo, y sistema avanzado de control de tiro para el armamento de misiles, compuesto de dos proyectiles MB-1 Genie nucleares y cuatro misiles buscadores Falcon, o seis misiles Falcon; 407 construidos.
CF-101B
Designación de las RCAF para 56 F-101B recibidos en julio de 1961.
RF-101B
Redesignacion de la USAF para 22 ex-RCAF CF-101B modificados para su uso como biplazas de reconocimiento.
TF-101B
Conversión de doble mando y entrenador operacional del F-101B con limitada capacidad de combate; 72 construidos.
EF-101B
Un F-101B convertido para su uso como objetivo de radar alquilado a Canadá.
F-101C
Versión monoplaza de caza similar al F-101A, con estructura reforzada para empleo en misiones de ataque nuclear con el TAC; 47 construidos.
RF-101C
Versión de reconocimiento del F-101C, similar al RF-101A; 166 unidades construidas.
F-101F
Redesignación de 153 F-101B tras la eliminación de la sonda de reabastecimiento y la instalación de un sistema de detección por infrarrojos y sistema de control de tiro notablemente mejorado.
CF-101F
Designación de la RCAF de los 10 TF-101B recibidos en 1961-62.
TF-101F
Redesignación de los TF-101B convertidos al estándar F-101F de detección/control de tiro.
RF-101G
Redesignación de los F-101A retirados del servicio en primera línea y transformados para ser empleados por la Guardia Aérea Nacional en misiones de reconocimiento.
RF-101H
Redesignación de los F-101C convertidos como los RF-101G, para su empleo por la Guardia Aérea Nacional.

## Operadores
Canadá
- Real Fuerza Aérea Canadiense
- Fuerzas Canadienses

 Estados Unidos
- Fuerza Aérea de los Estados Unidos

 República de China
- Fuerza Aérea de Taiwán

## Especificaciones (F-101B)

### Características generales
- Tripulación: Dos (piloto y operador de radar)
- Longitud: 20,5 m (67,4 ft)
- Envergadura: 12,1 m (39,7 ft)
- Altura: 5,5 m (18 ft)
- Superficie alar: 34,2 m² (368 ft²)
- Peso vacío: 13 141 kg (28 962,8 lb)
- Peso cargado: 20 715 kg (45 655,9 lb)
- Peso máximo al despegue: 23 770 kg (52 389,1 lb)
- Planta motriz: 2× turborreactor de flujo axial Pratt & Whitney J57-P-55.
  - Empuje normal: 53,3 kN (5435 kgf; 11 982 lbf) de empuje cada uno.
  - Empuje con postquemador: 75 kN (7648 kgf; 16 861 lbf) de empuje cada uno.

### Rendimiento
- Velocidad máxima operativa (Vno): 1965 km/h (Mach 1,85) a 12 190 m
- Alcance: 2494 km (1347 nmi; 1550 mi)
- Techo de vuelo: 16 705 m (54 806 ft)

### Armamento
- Misiles: 

  - 4x AIM-4 Falcon o
  - 2x AIM-4 Falcon y 2x misil nuclear AIR-2 Genie

## Aeronaves relacionadas

### Desarrollos relacionados
- XF-88 Voodoo
- CF-101 Voodoo

### Aeronaves similares
- Avro Canada CF-105 Arrow
- Convair F-106 Delta Dart
- Republic F-105 Thunderchief
- McDonnell Douglas F-4 Phantom II
- Vought F7U Cutlass
- de Havilland DH.100 Vampire
- Saab 37 Viggen
- Lavochkin La-250
- Tupolev Tu-28

### Secuencias de designación
- Secuencia F-_ (Cazas (Fighter) del USAAC/USAAC/USAF, 1924-1962): ← F-98 - F-99 - F-100 - F-101 - F-102 - XF-103 - F-104 →